# 前奏曲Op.28, No. 13 (蕭邦)

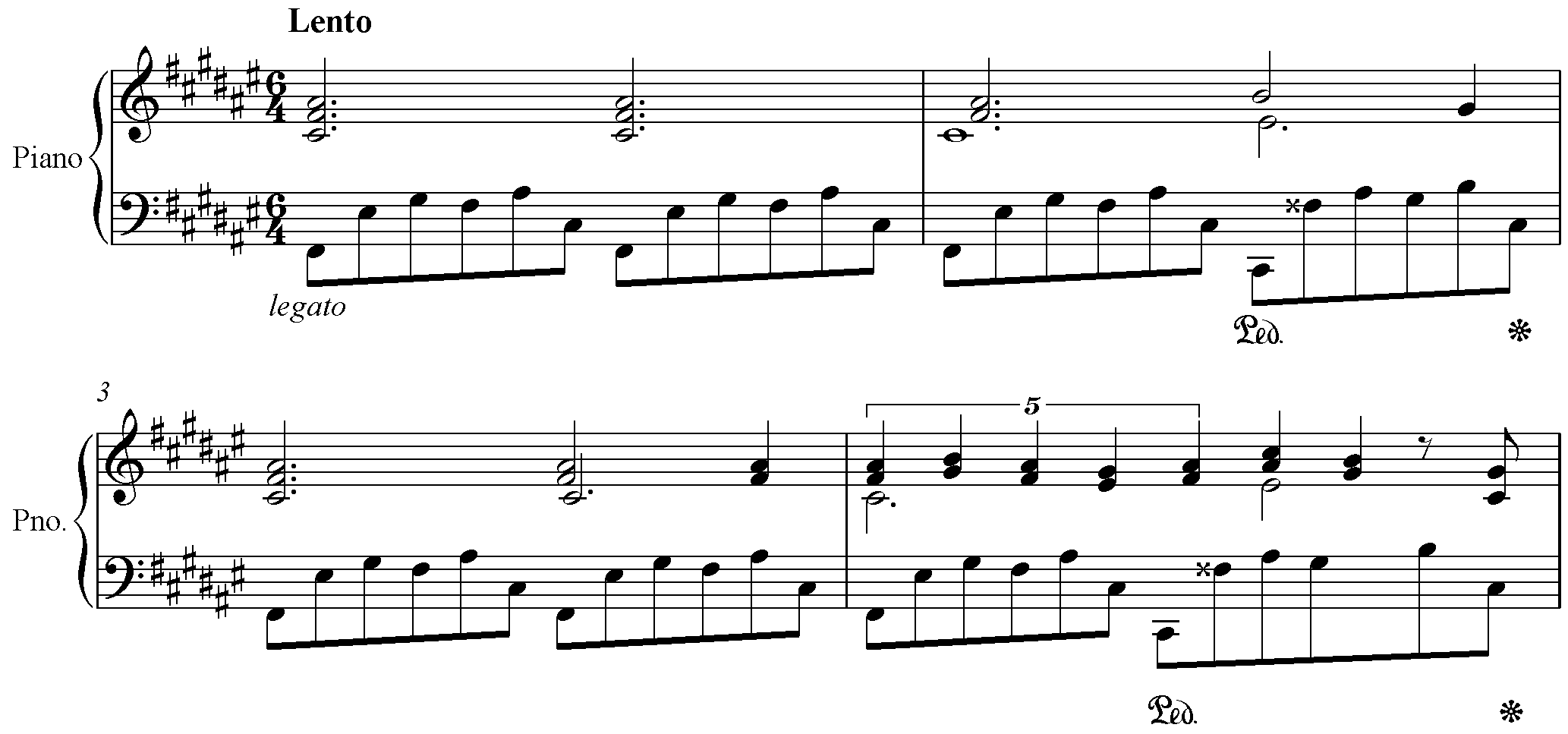
前奏曲Op. 28, No. 13

前奏曲Op. 28, No. 13為蕭邦24首前奏曲中的樂曲，為升F大調，緩板，原為6/4拍，但後改成3/2拍。傅聰認為蕭邦更改拍子是想提醒演奏者不應過分沉溺，以至拖泥帶水，而要注意樂曲流動性。
此曲為三段體，於第21小節進入第二部分，速度變得更慢（Più lento），於第29小節又回到A段，並回復原來速度。但全曲基本上皆以低音部連續的八分音伴奏高音部的旋律。
阿爾弗雷德·科爾托將其稱為“在異鄉中，星夜下，思念遠方的至愛”（Sur le sol étranger, par une nuit étoilée, et en pensant à la bien-aimée lointaine），汉斯·冯·彪罗將其稱為“失去”（Loss）。

## 外部連結
- 前奏曲, Op. 28：国际乐谱典藏计划上的乐谱
- 来自乌托邦计划（英语：Mutopia Project）的多种格式乐谱 （页面存档备份，存于）